# George Helmy
George Samir Helmy (* 27. října 1979 Jersey City, New Jersey) je americký politik, člen Demokratické strany. Od srpna do prosince 2024 byl senátorem USA za stát New Jersey.
V mládí studoval na Rutgers University–Newark a na Harvardově univerzitě. V letech 2001 až 2013 pracoval jako manažer ve společnosti UPS. V letech 2012 až 2013 byl asistentem senátora Franka Lautenberga a posléze senátora Coryho Bookera. V lednu 2019 se stal vedoucím týmu senátora Phila Murphyho. Do roku 2011 byl Republikánem, v roce 2018 se zaregistroval jako Demokrat, ale brzy poté se opět stal nestraníkem; opět se jako Demokrat zaregistroval v roce 2024.
V srpnu 2024 byl Helmy jmenován senátorem USA za New Jersey poté, co ve funkci skončil senátor Bob Menendez odsouzený za korupci. Do funkce Helmyho jmenoval newjerseyský guvernér Phil Murphy. V prosinci 2024 Helmy na funkci rezignoval, aby jej nahradil řádně zvolený senátor Andy Kim. V únoru 2025 Murphy jmenoval Helmyho členem rady guvernérů Rutgers University.
Jeho rodiči jsou imigranti z Egypta. Je ženatý a má dvě děti.